# Tersina
Tersina is een monotypisch geslacht van zangvogels uit de familie Thraupidae (tangaren):
- Tersina viridis – Zwaluwtangare